# Epirrhoe albofasciata
Epirrhoe albofasciata är en fjärilsart som beskrevs av Silbernagel 1943. Epirrhoe albofasciata ingår i släktet Epirrhoe och familjen mätare. Inga underarter finns listade i Catalogue of Life.